# آرامگاه علامه شهرستانی
آرامگاه علامه شهرستانی مدفن علامه محمد بن عبدالکریم شهرستانی است و مربوط به دورهٔ تیموری است و در شهرستان درگز،دهستان شهرستانه، ۷ کیلومتری جنوب‌غربی شهر نوخندان و یک کیلومتری غرب روستای حضرت سلطان واقع شده و این اثر در تاریخ ۲۲ خرداد ۱۳۷۹ با شمارهٔ ثبت ۲۷۰۶ به‌عنوان یکی از آثار ملی ایران به ثبت رسیده‌است.